# میدان نفتی شوگرلوف
میدان نفتی شوگرلوف (انگلیسی: Sugar Loaf field) از میدان‌های نفتی برزیل است، که در سال ۲۰۰۷ کشف شد.